# Église Saint-Martin de Besse
Pour les articles homonymes, voir Église Saint-Martin.
L'église Saint-Martin se situe sur la commune de Besse, dans le département français de la Dordogne. Elle est classée monument historique le 31 octobre 1912.

## Présentation
L'église, de plan cruciforme, comprend deux parties distinctes :
- la nef romane,
- le transept et le chœur gothiques.

La nef à vaisseau unique comprend plusieurs parties :
- la travée située près du transept est du XIe siècle,
- le reste de la nef est du XIIe siècle,
- plus tard, la nef a été doublée en hauteur par une chambre de défense.

### Historique
L'église est construite à la fin du XIe siècle. Elle serait un ancien prieuré bénédictin. Ils sont remplacés par des augustins au XIIIe siècle. L'église était construite contre le château vieux de Besse.
Il en subsiste la travée de la nef la plus proche du transept et la façade occidentale avec le portail. Les deux premières travées de la nef sont construites au milieu du XIIe siècle. Une des travées est voûtée en berceau. La nef est surmontée d'une chambre de défense. Les murs sont percés d'archères permettant de tirer des flèches sur les assaillants. Pendant la guerre de Cent Ans on pouvait y installer des hourds qui permettaient de tirer sur tout guerrier venant attaquer la base des murs. C'est grâce à l'ensemble fortifié que constituaient l'église mise en défense et le château vieux que Raymond-Bernard de Gauléjac, châtelain de Besse, a pu repousser les attaques des Anglais. Mais l'église et le village sont sortis de la guerre abandonnés au point qu'en 1454 un notaire de Gourdon écrivit, à la suite d'une visite du village, qu'il était «devenu tout infertile et destitué d'habitants à cause de la guerre et des sinistres évènements advenus dans le Quercy et le Périgord dans lequel lieu on ne pouvait passer et traverser les bois, feuillages, buissons et espines, ce qui faisait compassion et était capable de donner et exciter à douleur». Pour repeupler le village, Raymond-Bernard de Gauléjac fait venir de nouveaux tenanciers du haut Quercy et du Rouergue.
Au XIVe siècle, l'église devient paroissiale. Le transept et le chœur datent du XVe siècle. Au siècle suivant, l'église dépend du chapitre canonial de Biron. En 1648, on restaure l'église avec des matériaux du vieux château qui la jouxtait et en 1811, on envisage de la détruire.
En 1961, des peintures sont découvertes dans le croisillon sud.

### Portail

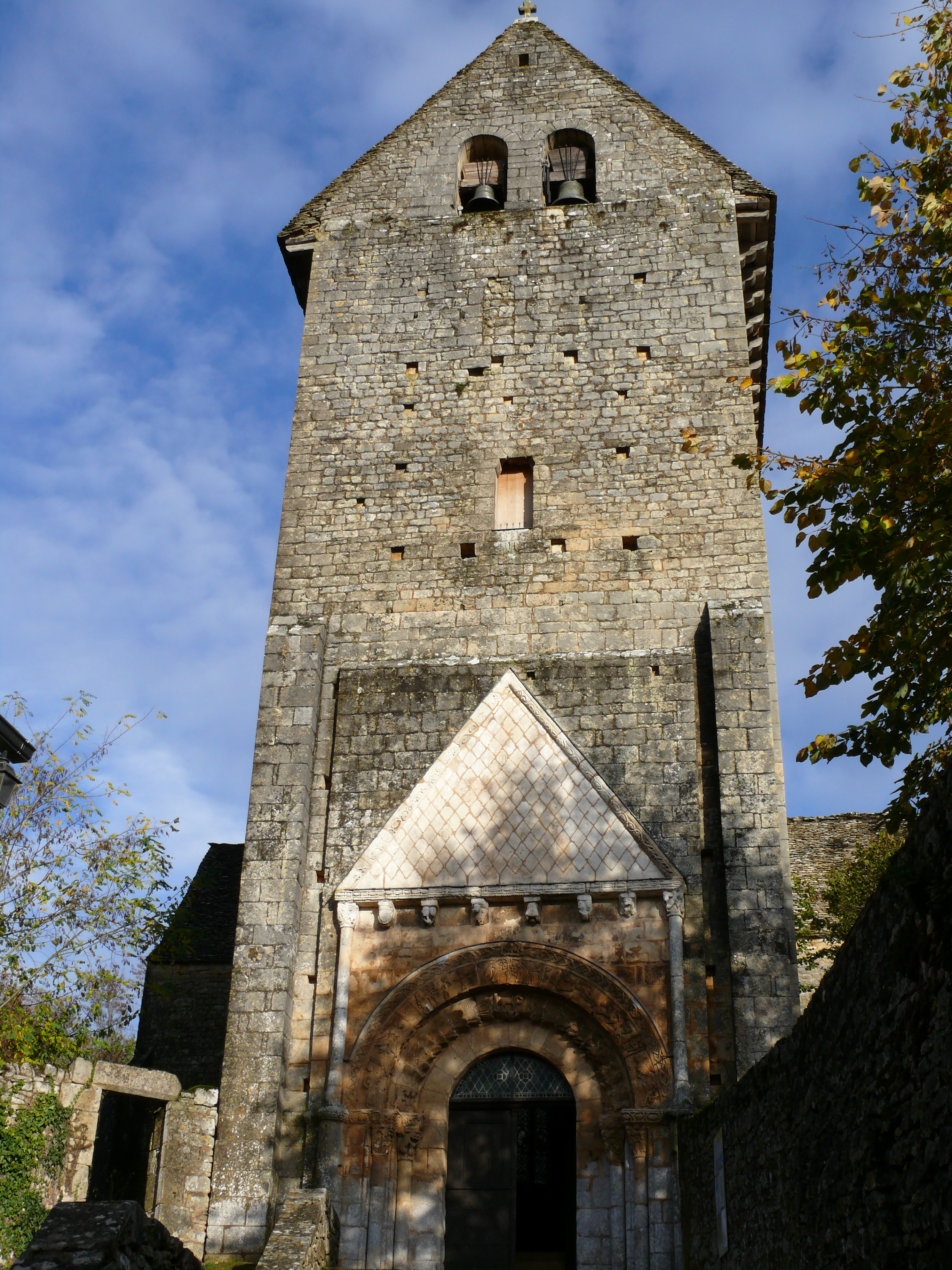
La façade occidentale et le portail.
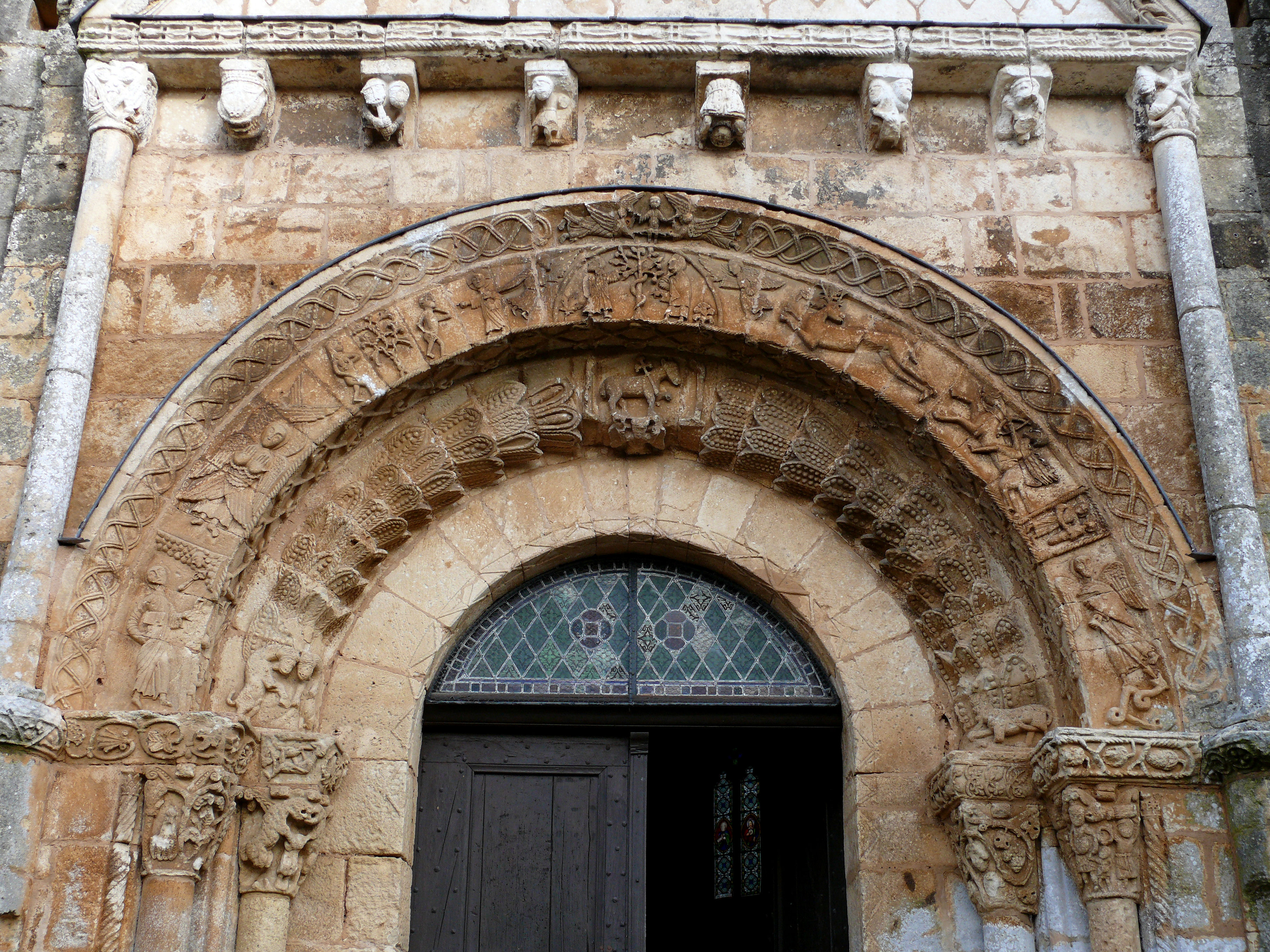
Portail.

Le portail est la partie la plus remarquable de l'église. Le portail comprend deux voussures ornées en plein cintre sous archivolte, reposant sur des colonnettes et encadrées de dosserets latéraux qui montent à hauteur des impostes. Ces colonnettes se poursuivent au-dessus de l'archivolte jusqu'à une corniche portée par des modillons servant de base à un fronton triangulaire à appareil losangé (opus reticulatum).
Les thèmes du portail, exprimant la Rédemption messianique, sont de gauche à droite :
- Isaïe debout esquisse un mouvement de recul à la vision d'un ange qui tend un charbon ardent vers ses lèvres,
- Séraphin vêtu de ses trois paires d'ailes et montrant les paumes de ses mains,
- Adam et Ève cachent leur sexe et se tiennent près de l'arbre de la connaissance du bien et du mal. Adam se retourne pour écouter Yahvé,
- À gauche il est écrit ADA VBI ES et à droite XI RINVS,
- Faute d'Adam et Ève, ils sont vêtus, le serpent s'enroule autour de l'arbre de la connaissance du bien et du mal,
- Un cerf galope devant un chasseur. Un petit personnage apparaît entre les cornes du cerf. Il s'agit de la légende de la chasse de saint Eustache,
- Saint Michel debout terrasse le dragon.

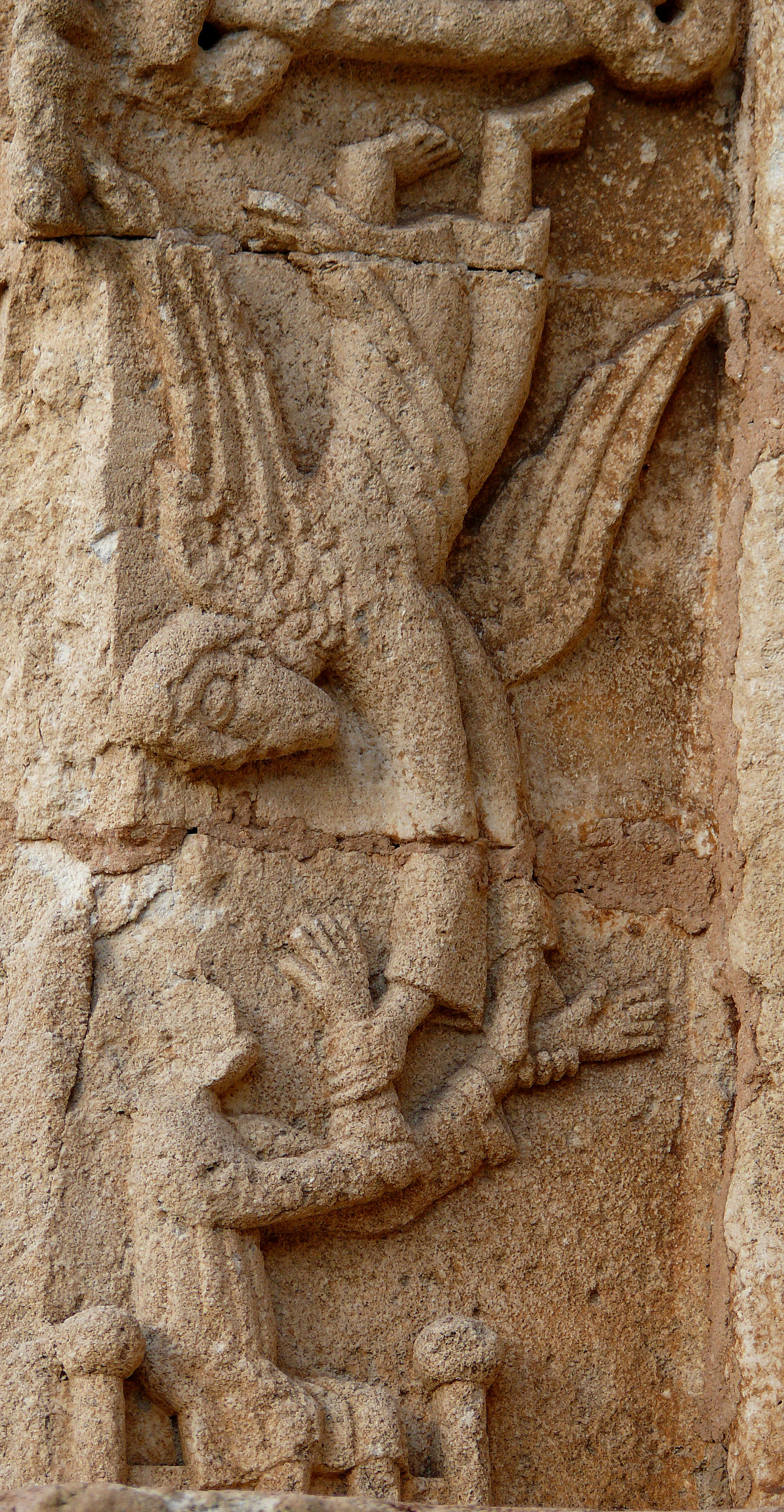
Un ange plonge vers le personnage assis sur un cathèdre et lui saisit les mains, il s'agit de la délivrance de saint Pierre-ès-Liens.
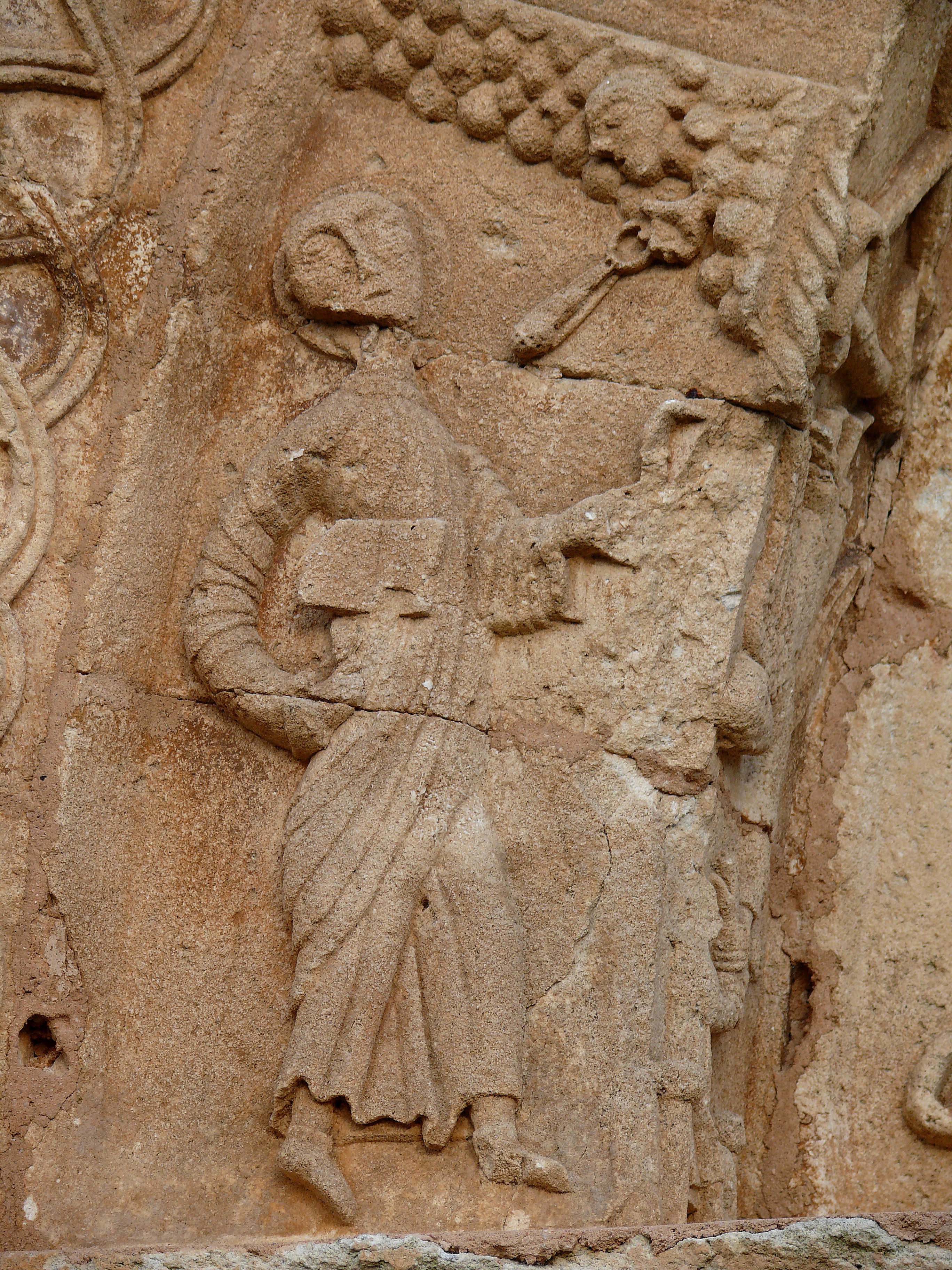
Isaïe, vêtu d'une longue robe à plis, porte un livre. Sa tête fait un mouvement de recul à l'apparition de l'ange qui tend vers ses lèvres un charbon ardent qu'il tient avec une pincette.
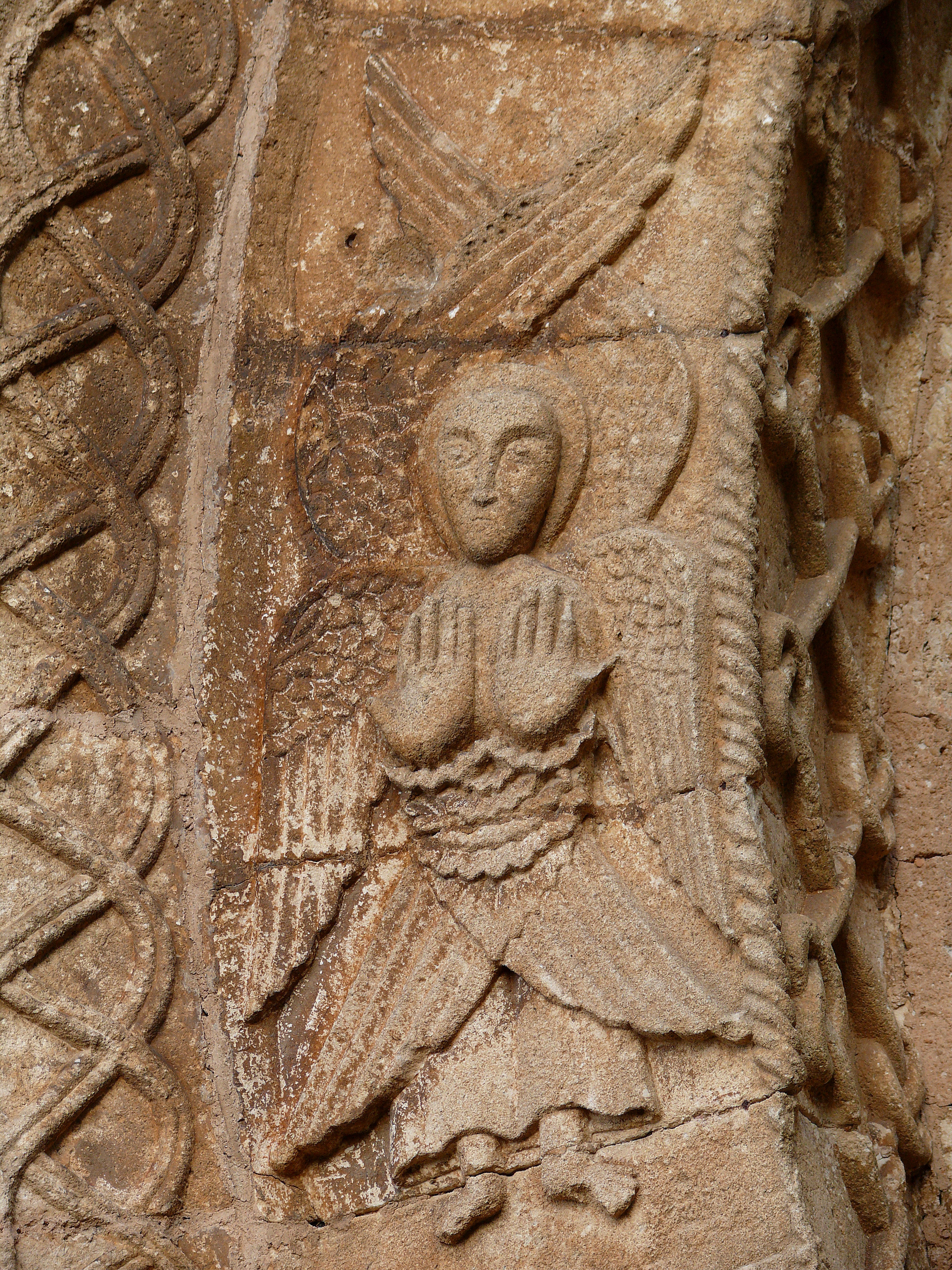
Séraphin.
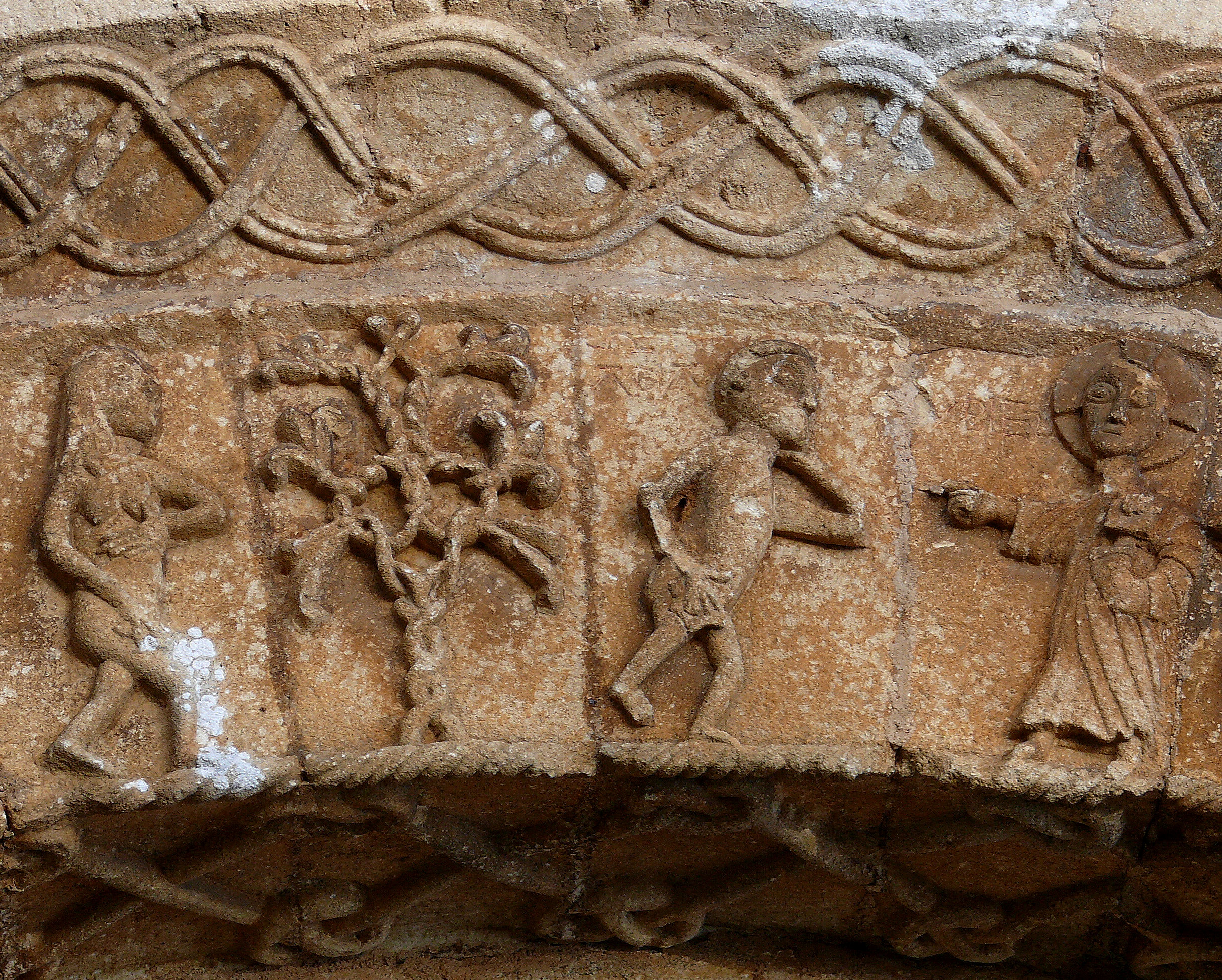
Adam et Ève nus, encadrant l'arbre de vie, se cachant le sexe. Adam se tourne vers Yahvé qui porte un nimbe cruciforme et tend la main droite vers Adam.
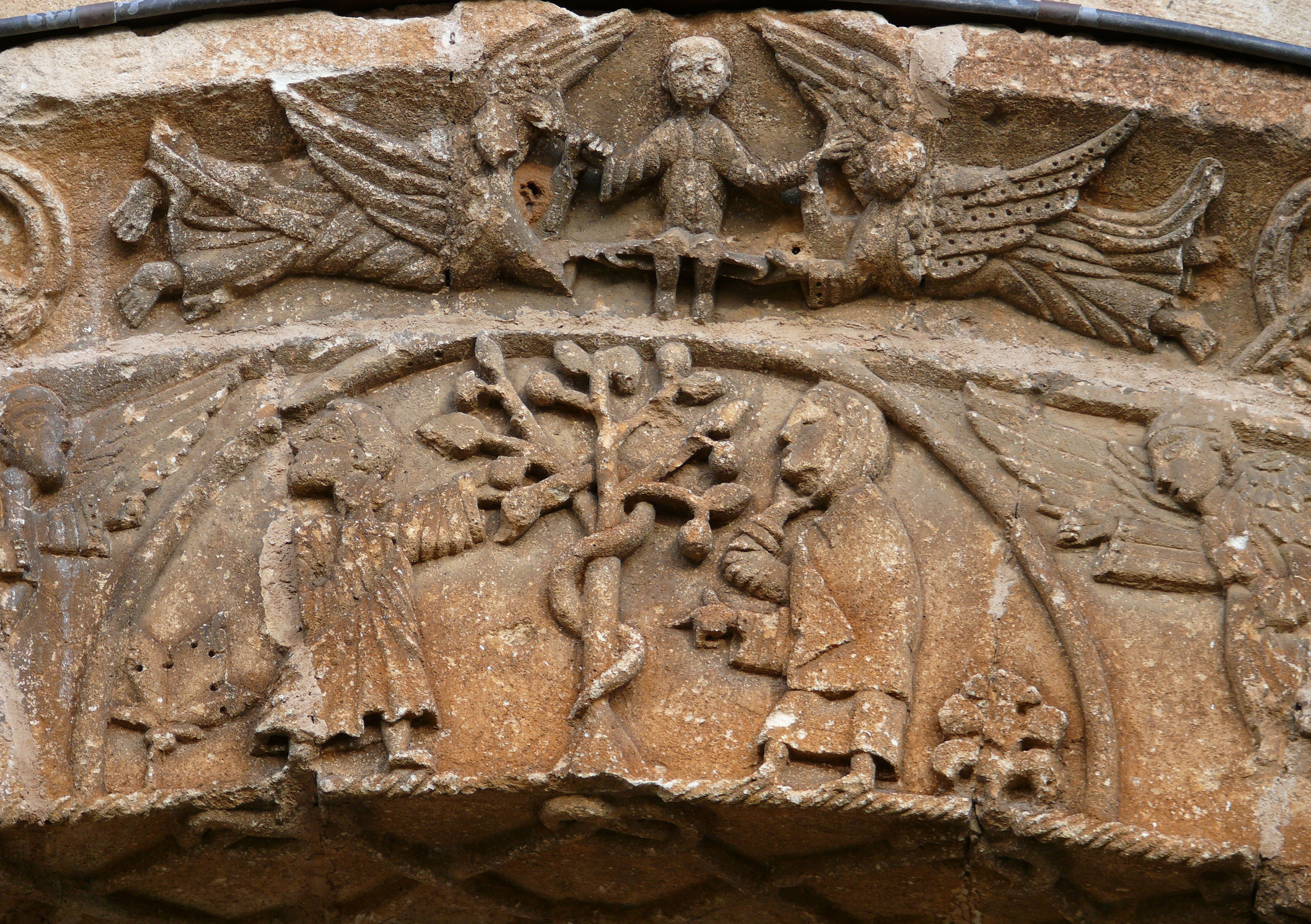
Adam et Ève habillés (c'est-à-dire après la chute originelle), encadrés de deux anges, sont situés de part et d'autre de l'arbre autour duquel s'entoure le serpent qui touche de sa tête un fruit que saisit Ève. Au-dessus, deux anges exaltent un petit personnage assis. Une inscription : (A)NGELUS DOMIN(I)...AN...S...N...EL...(P)ETRUS O...E. Il s'agit de saint Pierre l'Exorciste, ou saint Pierre aux Liens, dont la Légende Dorée dit qu'il subit le martyre et dont l'un des bourreaux vît l'âme monter au ciel portée par deux anges.
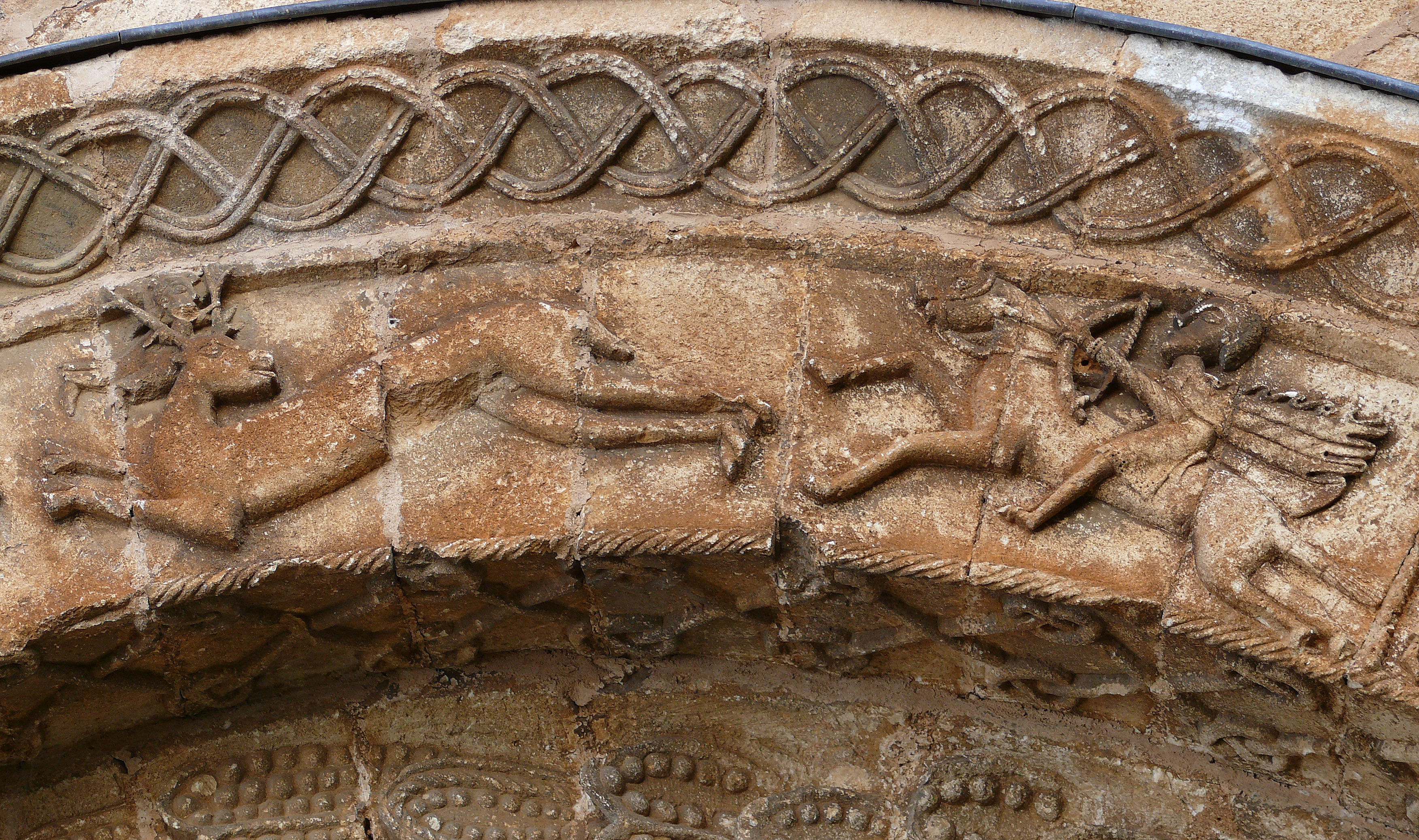
Chasse de la légende de saint Eustache. Le petit personnage entre les bois du cerf représente le Christ. La chasse au cerf symbolise la quête de Dieu.
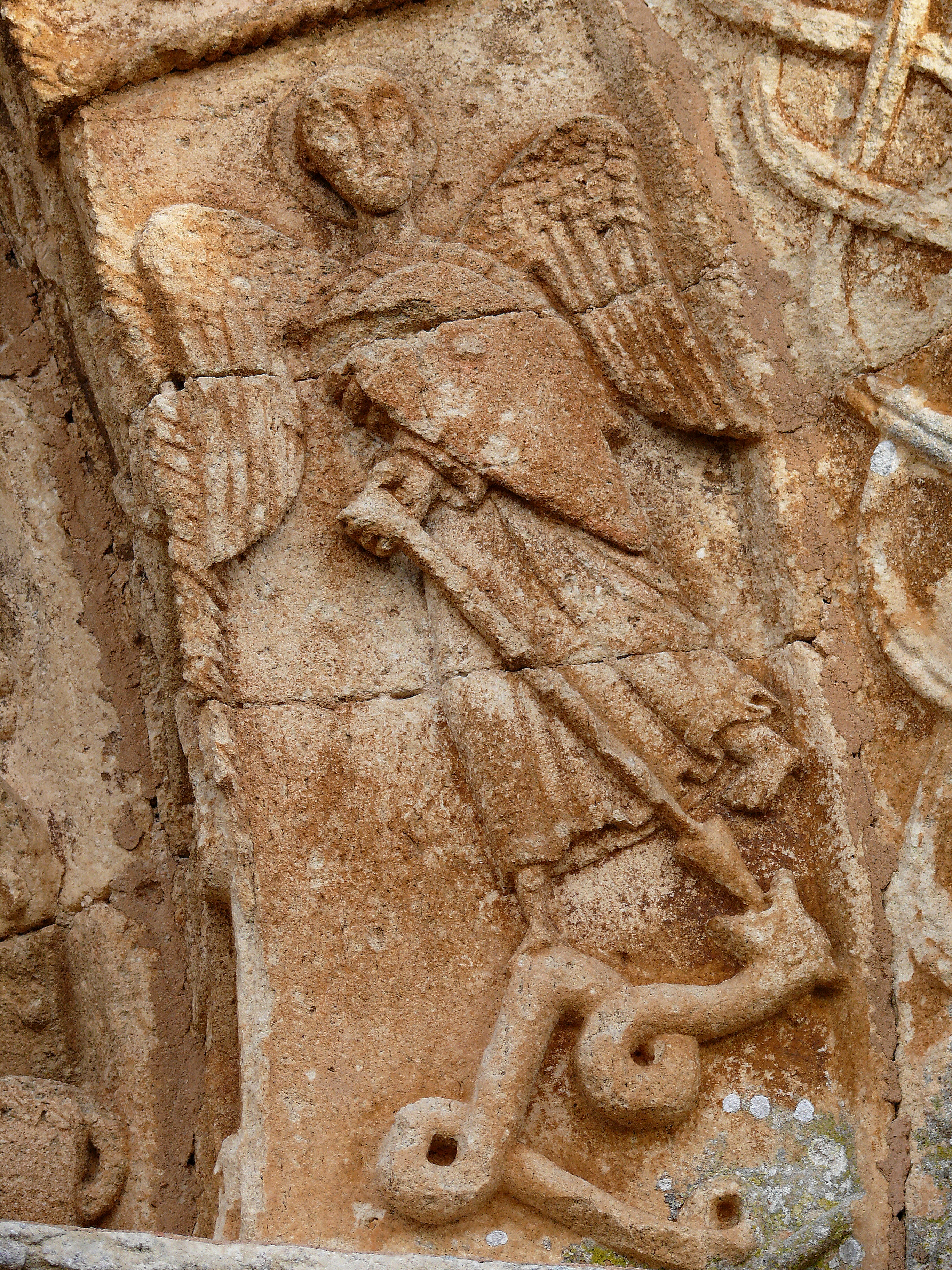
Saint Michel debout, ailes repliées, portant un bouclier, tient une lance qu'il a enfoncé dans la gueule du dragon.
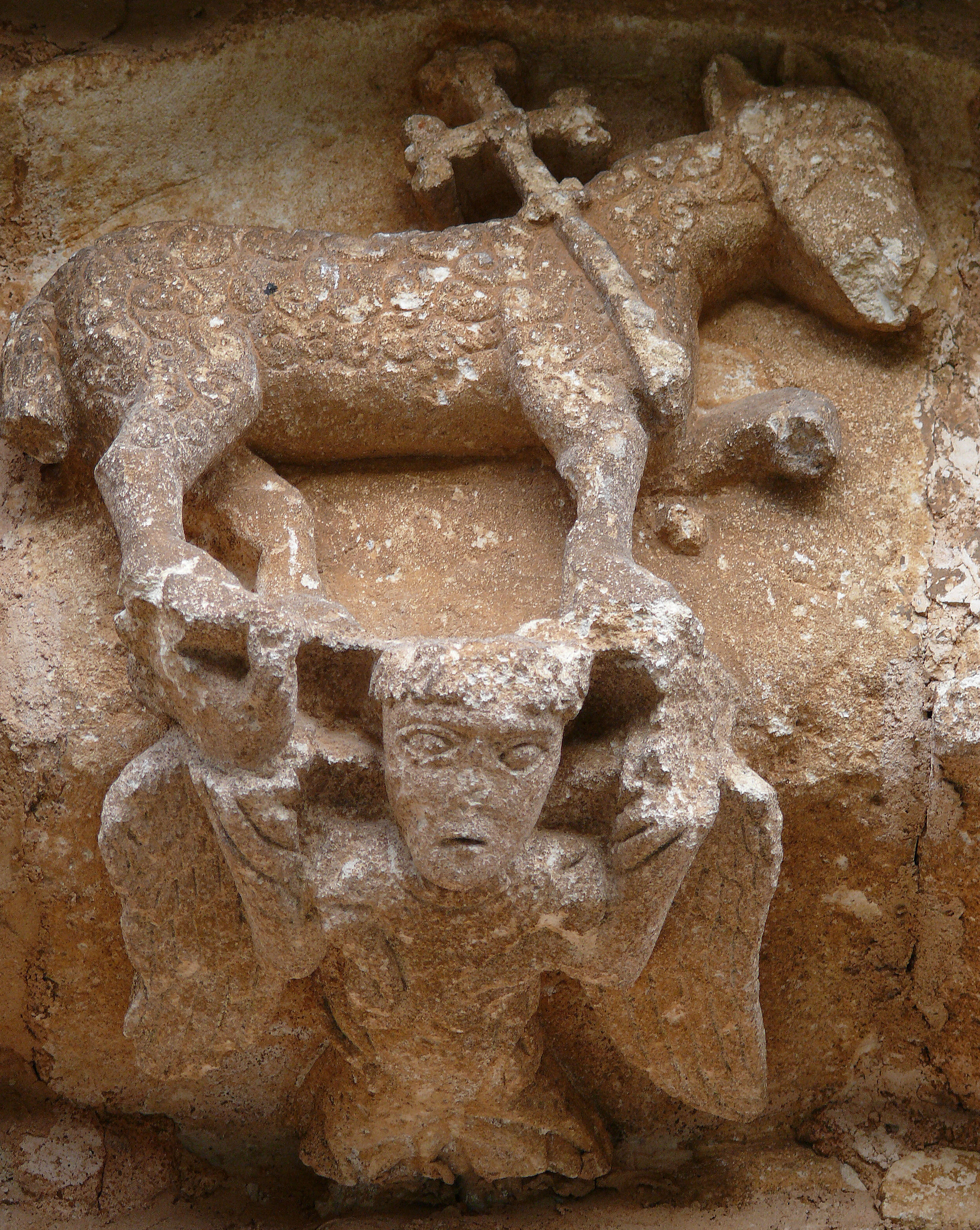
Agneau crucifère porté par une angelot à mi-corps.

### Peintures du croisillon sud

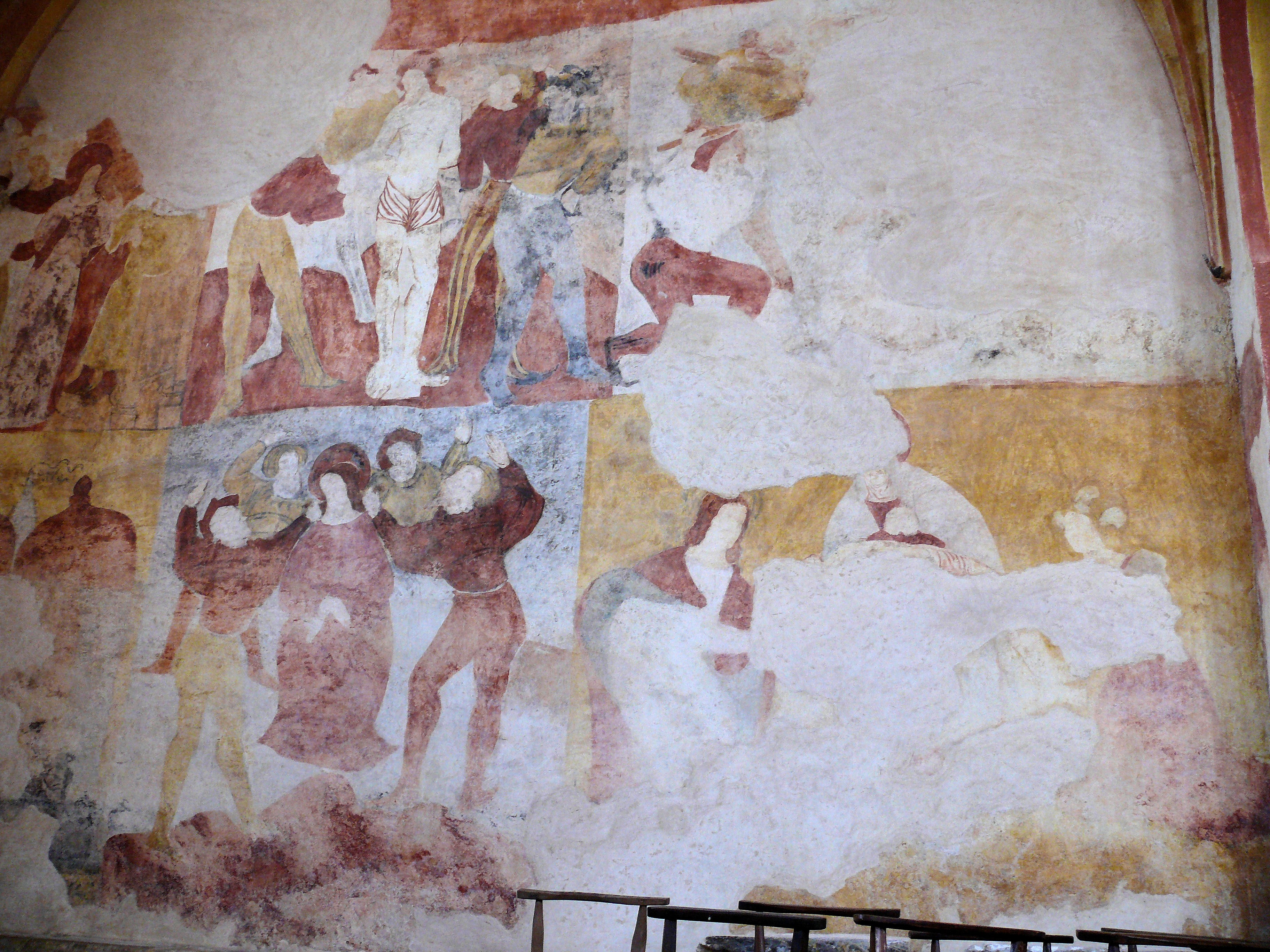
Peintures du mur ouest du croisillon sud.

Ces peintures découvertes en 1961, ont été décapées sans autorisation du service des Monuments historiques. Elles n'ont probablement pas été dégagées avec la minutie nécessaire. Elles ne sont pas toutes lisibles.
Sur le mur ouest, on peut voir le Christ outragé par quatre soldats, une scène de martyre.
Sur le mur sud, à droite de fenêtre, Arrestation du Christ à la descente du jardin de Gethsémani avec le baiser de Judas. À gauche, un christ mort.
Les peintures peuvent dater de la troisième décennie du XVIe siècle.

### Sources
1. ↑  « Classement de l'église Saint-Martin de Besse », notice no PA00082379, sur la plateforme ouverte du patrimoine, base Mérimée, ministère français de la Culture. Consulté le 19 janvier 2010
2. ↑  Françoise Auricoste, voir Bibliographie, tome 1, p. 70-76